# Inside to Outside
Inside on Outside è un singolo della cantante italiana Lady Violet, pubblicato nel 1999.

## Video Musicale
Il videoclip è stato girato a Los Angeles.

## Successo commerciale
A dicembre del 1999, due mesi dopo la pubblicazione, il brano conquisto la top 20 della classifica italiana dei singoli più venduti per poi raggiungere le classifiche di svariati paesi europei nell’estate del 2000 conquistando il disco d’oro in Danimarca e Svezia. In Francia ha venduto 40.000 copie.

## Tracce
1. Inside To Outside (Radio Version) – 3:40
2. Turning – 5:52
3. Inside to Outside (Extended Club Mix) – 5:52

## Classifiche
| Classifica (1999-2000) | Posizione massima |
| ---------------------- | ----------------- |
| Belgio (Fiandre)       | 22                |
| Belgio (Vallonia)      | 28                |
| Danimarca              | 6                 |
| Francia                | 32                |
| Italia                 | 20                |
| Norvegia               | 19                |
| Svezia                 | 11                |

### Classifiche di fine anno
| Classifica (2000) | Posizione |
| ----------------- | --------- |
| Danimarca         | 33        |